# 다싱안링산맥

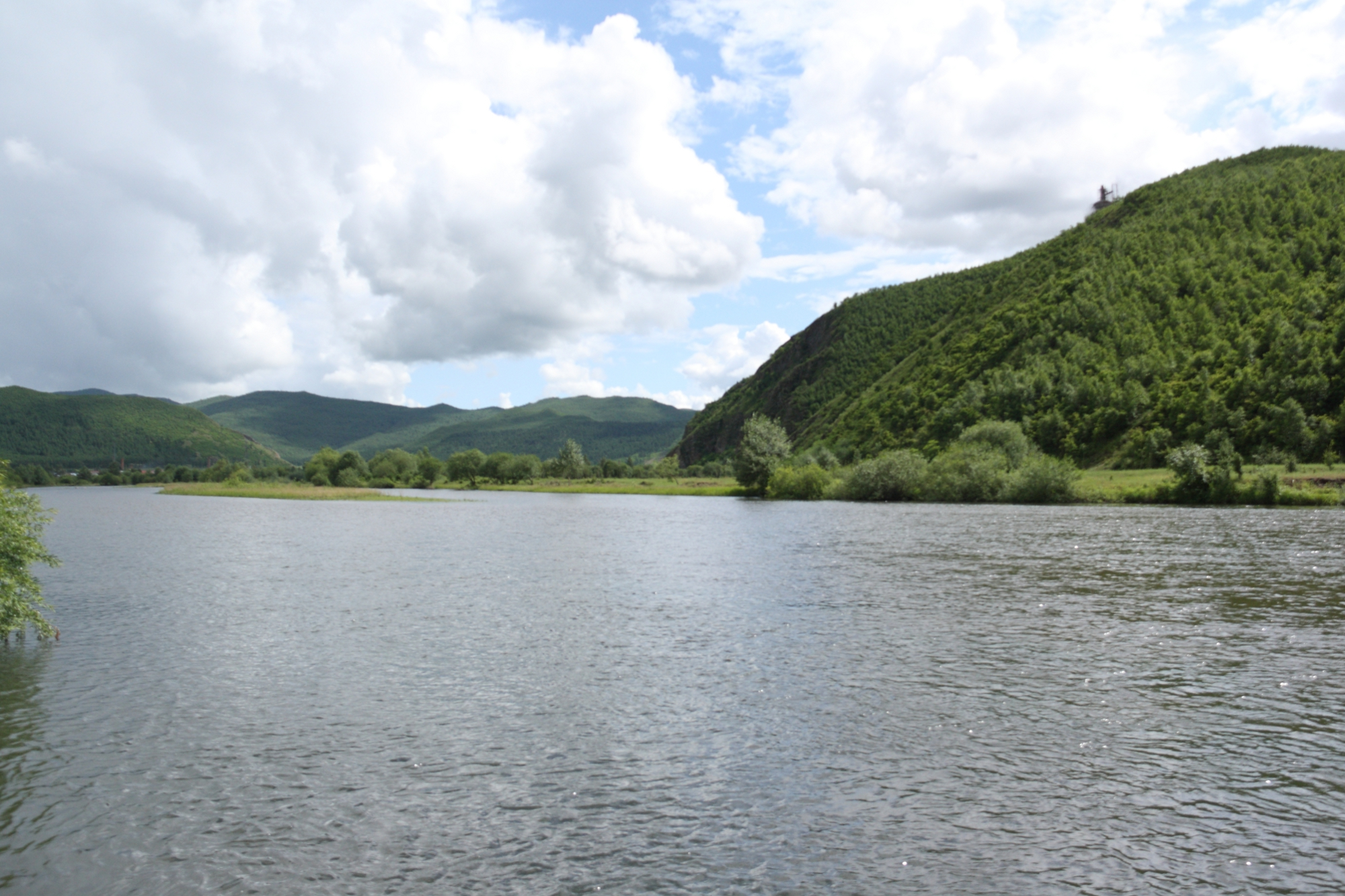

다싱안링산맥(중국어 간체자: 大兴安岭, 정체자: 大興安嶺, 병음: Dàxīng'ānlǐng, 만주어: ᠠᠮᠪᠠ᠋
ᡥᡳᠨ᠋ᡤᡤᠠᠨ
 ᡩᠠᠪᠠᡤᠠᠨ Amba Hinggan Dabagan)은 중국 북동부 네이멍구 지역의 화산 산맥이다. 영어로 대 힝간 산맥(Greater Hinggan Range)으로도 부른다. 남북으로 약 1200km에 걸쳐 뻗어있으며 남쪽으로 갈수록 좁아진다. 산맥은 동쪽의 둥베이 평원과 서쪽의 현대 몽골고원을 나눈다. 이 지역의 해발고도는 1200~1300m이고 가장 높은 봉우리는 2035m이다. 산맥의 폭은 북쪽이 306km로 남쪽의 97km보다 훨씬 넓다. 산맥은 약 2억년에서 1억 4천 5백만년 전 사이의 쥐라기 때 형성되었고 본래 단층으로 고대의 단층선은 둥베이 평원과 만나는 동쪽의 가장자리에 형성되었다. 산맥은 두드러지게 비대칭적으로 동쪽면은 경사가 가파른 반면 서쪽면은 경사가 완만하며 몽골고원과 이어진다. 동쪽면은 눈강과 쑹화강의 수많은 지류들에 의해 크게 절개되어있지만 일반적으로 산맥은 편평한 봉우리에 둘러싸여있다. 산맥은 주로 화성암으로 이루어져있다.
산맥은 울창한 숲이다. 시베리아와 중국 동북 식물군 사이에 있는 자바이칼 식물군으로 유명한 생태 지역이다. 산맥은 주요한 기후 경계를 형성한다. 동쪽은 남동풍이 불어와 상대적으로 습한 기후(연평균 강수량 500mm 이상)인 반면 서쪽은 건조한 지방이다. 산맥의 북부는 중국 동부에서 가장 추운 지역으로 겨울의 기온은 -28 °C까지 떨어지고 많은 지역이 영구 동토층이다. 이 지역의 고산 지대는 낙엽송, 자작나무, 사시나무, 소나무 숲과 관목으로 덮여있다. 사슴, 엘크, 담비, 기타 모피 동물을 포함한 야생 동물이 많다. 산맥의 중남부는 북부보다 더 온화하고 건조하여 1월 기온은 −21 °C이고 연 강수량은 250~300mm이다. 북쪽에서 남쪽으로 내려올수록 침엽수림은 점차 활엽수립과 삼림 사이로 산재한 초원에 자리를 내준다.
산비탈은 상대적으로 풍요로운 목초지이자 10세기에 요나라를 세운 거란족과 12세기 고원을 침공해서 몽골 제국을 세운 할하몽골의 발흥 지역이다.
다싱안링 지역은 20세기까지 미지의 땅이었다. 이 지역 북부의 개발은 20세기 초에 헤이룽장성, 치치하얼부터 산맥을 통과해 내몽골 북동부의 러시아와 인접한 만저우리, 후룬호 북쪽으로 가는 철도가 부설되면서 시작되었다. 만주의 일본 점령기(1931~1945)에 이 지역의 삼림 벌채를 위해 산맥 남북으로 수많은 철도가 부설되었다. 이후 산맥 남쪽으로 타오얼 강 계곡을 따라 지린성 바이청과 내몽골 아얼산의 온천을 잇는 노선이 부설되었다.
이 지역의 대부분은 몽골어를 사용하는 사람들이 거주하고 북쪽으로 만주-퉁구스 계통의 언어를 사용하는 오로촌과 예벤키족이 살고있다.
벌채는 여전히 이 지역의 중요한 경제 활동이다.

## 같이 보기
관련 항목
- 샤오싱안링산맥(소흥안령산맥)
- 스타노보이산맥(와이싱안링산맥, 외흥안령산맥)
- 둥베이

관련 사건
- 1987년 다싱안링산맥 산불